# Guldager Station
Guldager Station er en dansk jernbanestation i Guldager Stationsby nord for Esbjerg i Vestjylland. Stationsbygningen er tegnet af den danske arkitekt Thomas Arboe i 1874.
Stationen er nok mest kendt som stedet, hvor de fire kanonrør til Tirpitz-stillingen strandede lige før afslutningen af 2. verdenskrig. Det ene kanonrør blev efter krigen sendt til Tøjhusmuseet, og de 3 andre blev solgt som skrot. Kanonrørene vejede hver angiveligt 111 tons, hvilket var mere end broerne i Varde kunne holde til.
Ved oprettelsen af Esbjergs nye bybus net i 2017 kom der for første gang bybusbetjening til Guldager i form af den nyoprettede linje 3B.
Guldager station er Esbjerg Kommunes næstmindst brugte station med 9.829 påstigere i 2022. Til sammenligning havde Gjesing station og Varde Kaserne, de to nærmeste stationer, heholdsvis 44.818 og 15.724 påstigere.
Guldager station har en billetautomat, venteskur samt cykel- og bilparkering.

## Galleri
- Bygningerne ved Guldager station
- Perron 2
- Venteskur
- Guldager station set fra Guldager stationsvej
- Sporene ved Guldager station
- Jernbaneoverskæring ved Tarp Byvej i udkanten af Guldager St. by